# Botafogo (Rio de Janeiro)
Botafogo è un quartiere (bairro) della Zona Sud della città di Rio de Janeiro in Brasile.

## Storia
Il quartiere prende il suo nome da João Pereira de Souza (?-1605), detto Botafogo (termine che indica lo stoppino di un pezzo di artiglieria e per estensione un addetto al pezzo) per essere stato artigliere sul famoso galeone São João Baptista. Egli acquistò nel 1590 dei terreni, già concessi in regime di sesmaria a Antônio Francisco Velho nella zona allora nota come Enseada de Francisco Velho.

## Amministrazione
Botafogo fu istituito come bairro a sé stante il 23 luglio 1981 come parte della omonima Regione Amministrativa IV del municipio di Rio de Janeiro.

## Sport
Il quartiere ha dato il nome alla società polisportiva Botafogo de Futebol e Regatas, nota soprattutto per la sua sezione calcio.